# Graçay
Graçay és un municipi francès, situat al departament de Cher i a la regió de Centre – Vall del Loira. L'any 2007 tenia 1.532 habitants.

## Demografia

### Població
El 2007 la població de fet de Graçay era de 1.532 persones. Hi havia 669 famílies, de les quals 240 eren unipersonals (100 homes vivint sols i 140 dones vivint soles), 241 parelles sense fills, 120 parelles amb fills i 68 famílies monoparentals amb fills.
La població ha evolucionat segons el següent gràfic:
Habitants censats

### Habitatges
El 2007 hi havia 935 habitatges, 695 eren l'habitatge principal de la família, 165 eren segones residències i 75 estaven desocupats. 853 eren cases i 79 eren apartaments. Dels 695 habitatges principals, 482 estaven ocupats pels seus propietaris, 199 estaven llogats i ocupats pels llogaters i 15 estaven cedits a títol gratuït; 3 tenien una cambra, 68 en tenien dues, 182 en tenien tres, 225 en tenien quatre i 218 en tenien cinc o més. 409 habitatges disposaven pel capbaix d'una plaça de pàrquing. A 359 habitatges hi havia un automòbil i a 204 n'hi havia dos o més.

### Piràmide de població
La piràmide de població per edats i sexe el 2009 era:
| Homes | Edats   | Dones |
| ----- | ------- | ----- |
| 4     | 95 o +  | 4     |
| 8     | 90 a 94 | 40    |
| 16    | 85 a 89 | 52    |
| 20    | 80 a 84 | 12    |
| 32    | 75 a 79 | 76    |
| 56    | 70 a 74 | 84    |
| 72    | 65 a 69 | 44    |
| 32    | 60 a 64 | 72    |
| 28    | 55 a 59 | 28    |
| 48    | 50 a 54 | 44    |
| 52    | 45 a 49 | 32    |
| 52    | 40 a 44 | 44    |
| 52    | 35 a 39 | 24    |
| 44    | 30 a 34 | 48    |
| 36    | 25 a 29 | 52    |
| 20    | 20 a 24 | 36    |
| 32    | 15 a 19 | 32    |
| 36    | 10 a 14 | 24    |
| 36    | 5 a 9   | 56    |
| 36    | 0 a 4   | 44    |

## Economia
El 2007 la població en edat de treballar era de 829 persones, 578 eren actives i 251 eren inactives. De les 578 persones actives 467 estaven ocupades (254 homes i 213 dones) i 111 estaven aturades (57 homes i 54 dones). De les 251 persones inactives 106 estaven jubilades, 61 estaven estudiant i 84 estaven classificades com a «altres inactius».

### Ingressos
El 2009 a Graçay hi havia 665 unitats fiscals que integraven 1.349 persones, la mediana anual d'ingressos fiscals per persona era de 15.902 €.

### Activitats econòmiques
Dels 68 establiments que hi havia el 2007, 1 era d'una empresa extractiva, 2 d'empreses alimentàries, 1 d'una empresa de fabricació de material elèctric, 1 d'una empresa de fabricació d'altres productes industrials, 8 d'empreses de construcció, 15 d'empreses de comerç i reparació d'automòbils, 4 d'empreses de transport, 6 d'empreses d'hostatgeria i restauració, 4 d'empreses financeres, 5 d'empreses immobiliàries, 11 d'empreses de serveis, 7 d'entitats de l'administració pública i 3 d'empreses classificades com a «altres activitats de serveis».
Dels 23 establiments de servei als particulars que hi havia el 2009, 1 era una oficina d'administració d'Hisenda pública, 1 gendarmeria, 1 oficina de correu, 3 oficines bancàries, 1 funerària, 1 taller de reparació d'automòbils i de material agrícola, 1 autoescola, 2 paletes, 1 guixaire pintor, 2 fusteries, 1 lampisteria, 1 electricista, 2 perruqueries, 1 veterinari, 2 restaurants i 2 agències immobiliàries.
Dels 10 establiments comercials que hi havia el 2009, 1 era un hipermercat, 1 una botiga de més de 120 m², 2 fleques, 1 una sabateria, 1 una botiga d'electrodomèstics, 1 una botiga de material de revestiment de parets i terra, 2 joieries i 1 una joieria.
L'any 2000 a Graçay hi havia 26 explotacions agrícoles que ocupaven un total de 2.114 hectàrees.

## Equipaments sanitaris i escolars
L'únic equipament sanitari que hi havia el 2009 era una farmàcia.
El 2009 hi havia una escola elemental.

## Poblacions més properes
El següent diagrama mostra les poblacions més properes.